# Drzewice (Kostrzyn nad Odrą)
Drzewice (niem. Drewitz) – część Kostrzyna nad Odrą w województwie lubuskim, położona na północny zachód od centrum miasta. Rozpościera się w rejonie ulicy Reja.
Podczas II wojny światowej znajdował się tam niemiecki obóz jeniecki Stalag III C, w którym przetrzymywano polskich, francuskich, brytyjskich, serbskich, belgijskich, włoskich, amerykańskich i radzieckich jeńców. W 1945 r. obóz został wyzwolony przez wojska radzieckie, jednakże żołnierze radzieccy zabili kilku amerykańskich jeńców, biorąc ich za żołnierzy wroga.
Po II wojnie światowej Drzewice znalazło się na terenie tzw. Ziem Odzyskanych (tzw. III okręg administracyjny – Pomorze Zachodnie). Wkrótce utworzono gromadę Drzewice w gminie Dębno w powiecie chojeńskim w województwie szczecińskim. Była to najdalej na południe wysunięta gromada województwa szczecińskiego.
13 sierpnia 1952 Drzewice włączono do miasta Kostrzyna w powiecie gorzowskim w województwie zielonogórskim.